# Burg Wittichenstein
Die Burg Wittichenstein ist die Ruine einer Höhenburg auf dem „Burgfelsen“ bei 510 m ü. NN oberhalb des Klosters Wittichen bei der Gemeinde Schenkenzell im Landkreis Rottweil in Baden-Württemberg.
Die Burg wurde 1293 erwähnt und war im Jahr 1344 schon zerstört. Sie war im Besitz der Schenken von Schenkenzell.1298  werden die Brüder Burkard - urkundet „aput Witechenstein -  und Konrad Schenken von Schenkenzell“ in den Quellen erwähnt. „Cunrat der schenke“ besaß ein Siegel, das im geteilten Schild oben einen wachsenden Adler und unten einen erhöhten Sparren zeigen, wie bei Graf Albrecht von Löwenstein-Schenkenberg als erster Besitzer der Burg Schenkenberg im Aargau oder am Kloster in Alpirsbach.. Die Burg diente zur Organisation und zum Schutz der hier vorhandenen Silberbergwerke, ähnlich wie die Burg Birchiburg in der Gemeinde Bollschweil.
Von der ehemaligen Burganlage sind noch geringe Reste erhalten.